# Final Fantasy VI
Final Fantasy VI (яп. ファイナルファンタジーVI Файнару Фантадзи: Сиккусу) — японская ролевая игра, разработанная компанией Square (ныне Square Enix) и выпущенная в 1994 году для приставки Super Nintendo Entertainment System как шестая номерная часть серии Final Fantasy. Позже игра несколько раз перевыпускалась для PlayStation, Game Boy Advance, Android, iOS и Windows. В Северной Америке из-за нарушенной нумерации англоязычных версий первое время была известна как Final Fantasy III, тем не менее, поздние переиздания вновь вернулись к оригинальному названию.
События игры разворачиваются в вымышленном фэнтезийном мире с хорошо развитыми технологиями, напоминающими период второй промышленной революции. Сюжет описывает путешествие группы героев, противостоящих агрессивной тиранической империи. Для управления доступны четырнадцать игровых персонажей — больше, чем в любой другой игре основной серии Final Fantasy. Разработкой Final Fantasy VI руководили совместное Ёсинори Китасэ и Хироюки Ито; как и в предыдущих играх серии, дизайн персонажей и противников выполнил художник Ёситака Амано, музыкальное сопровождение написал композитор Нобуо Уэмацу.
Игра удостоилась похвалы обозревателей, её нередко называют эталоном в жанре компьютерных ролевых игр первой половины 1990-х годов. По всему миру продано более 3,48 млн копий версий для Super Nintendo и PlayStation, 750 тыс. копий было реализовано в составе сборников — японского Final Fantasy Collection и североамериканского Final Fantasy Anthology. С момента издания игра получила множество наград.

## Игровой процесс
Как и в предыдущих играх серии, геймплей Final Fantasy VI строится из четырёх составляющих: перемещение по карте мира, исследование отдельных локаций, режим битвы и главное меню. Карта мира представляет собой упрощённый вариант вымышленной планеты, плоскость со схематически отображёнными ландшафтом и локациями. Персонажи передвигаются пешком, верхом на чокобо, либо внутри воздушного корабля, в процессе сражаясь с противниками, которые на карте не видны и нападают случайным образом. Игрок управляет командой через игровое меню, где выбирает героев для путешествия, настраивает их экипировку, контролирует изучение заклинаний и т. п. Развитие персонажей осуществляется посредством накопления очков опыта, начисляемых за победы над противниками, — при достижении определённого количества происходит повышение уровня и, следовательно, персональных характеристик: силы, ловкости, защиты и других.
Для дальнейшего продвижения по сюжету игрок должен посещать различные локации и взаимодействовать с неигровыми персонажами. Параллельно с основной сюжетной линией протекают некоторые второстепенные, есть возможность выполнять мелкие дополнительные задания, позволяющие получить ценные предметы экипировки. Все локации условно разделены на мирные и враждебные: находясь в первых, герои могут посещать магазины и гостиницы, общаться со встреченными персонажами; во вторых — ищут сундуки с сокровищами и сражаются с монстрами.

### Битва

Сражение с боссом. Противник расположен по одну сторону экрана, в то время как персонажи — по другую

Во время битвы управление персонажами происходит через меню интерфейса, игрок выбирает определённую опцию из списка возможных действий: атаковать простым ударом, наколдовать заклинание или использовать предмет из инвентаря. В каждом сражении участвуют максимум четыре героя, а очерёдность ходов регулируется системой «Active Time Battle», разработанной дизайнером Хироюки Ито ещё для Final Fantasy IV. В соответствии с этой системой каждому персонажу дана своя шкала активности, заполняющаяся со скоростью, зависящей от персональных характеристик — как только она доходит до конца, игрок получает возможность отдать команду. Кроме обычных опций каждый персонаж обладает уникальной, присущей только ему одному способностью. Например, Локк может красть у противников предметы, Целес командой Runic поглощает некоторые магические атаки, наколдованные до следующего её хода. Среди нововведений — особенно сильная атака, иногда срабатывающая при низком количестве жизней персонажа. Нечто подобное под разными названиями использовано во многих будущих частях Final Fantasy: «предельный удар», «движение отчаяния», «транс» и т. п. В режиме битвы управлять некоторыми героями может и второй игрок, роль которого заранее устанавливается в настройках главного меню.

### Кастомизация
Герои Final Fantasy VI могут быть экипированы различного рода аксессуарами, которые называются в игре «реликтами» (англ. relics), оружием и доспехами, тем самым повышая персональные характеристики и обретая новые специальные возможности. Разные детали экипировки подходят не всем: персонажи-мужчины не носят женские костюмы, кулачные бойцы не дерутся мечами, а снежный человек Умаро вообще не использует никакую экипировку, кроме реликтов и пары изначально имеющихся у него предметов. Каждый персонаж может носить при себе два реликта, другими словами, бонуса. Некоторые из них видоизменяют стандартные команды боевого меню, некоторые позволяют пользоваться одновременно двумя мечами, есть и такие, которые защищают от вредных статусных изменений или, наоборот, автоматически накладывают на персонажа защитное заклинание, когда тот оказывается на грани гибели. Только два персонажа начинают игру с возможностью колдовать магию, но впоследствии волшебные заклинания могут освоить почти все. Процесс изучения осуществляется при помощи камней «магицитов» (англ. magicite). Герой, экипированный таким камнем, после побед над противниками получает так называемые очки способностей, определённое количество которых приводит к появлению в командном меню нового заклинания. Кроме того, магициты позволяют призывать в битву существ из другого мира и с переходом на следующий уровень дают прирост к некоторым характеристикам.

## Сюжет

### Сеттинг
События Final Fantasy VI разворачиваются на одной безымянной планете, но в ходе развития сюжета её география существенно меняется. Первая половина игры проходит в так называемом Мире равновесия (англ. World of Balance), который состоит из двух больших континентов, усеянных горными хребтами. Приблизительно на середине истории ландшафт сильно деформируется, оба главных континента разделяются на равнинные островные архипелаги — вторая половина игры условно названа Миром руин (англ. World of Ruin). Уходя от средневекового сеттинга предыдущих частей серии, Final Fantasy VI обращается к стилистике стимпанка. Если сравнивать вымышленный мир игры с миром реальным, возникают ассоциации с общественным строем XIX века, заметное место занимают опера и изящные искусства, уровень технологического развития напоминает период второй промышленной революции: развиты железнодорожный транспорт и угольная промышленность, в дизайне задействованы объекты современной инженерии, оружейного дела. Например, персонажам доступны такие приборы как цепная пила, электродрель, самозарядный арбалет. Системы коммуникаций, тем не менее, находятся на достаточно низком этапе развития, в частности, письма доставляются при помощи почтовых голубей.
За тысячу лет до начала событий основного сюжета произошёл конфликт между тремя непримиримыми сущностями, вылившийся в великую войну с использованием магии. В один момент противостояние обернулось катастрофой, высвобожденная магическая сила превратила людей в «эсперов» — волшебных существ, которые были применены противоборствующими сторонами в качестве рядовых солдат. Однажды трое противников ужаснулись последствиям своей войны, вернули эсперам свободу, а сами обратились в камень с одним последним завещанием — никогда не использовать эту разрушительную силу вновь. Ведомые наставлением, эсперы переселились в скрытые земли, стараясь абстрагироваться от контактов с человеческой расой, тем самым защитив её от пагубной силы. С тех самых пор магия для человечества осталась существовать лишь в мифах и легендах, общество склонилось к развитию науки и технологий. Ближе к началу игры могущественная империя, ведомая тираничным императором Гешталем и безумным генералом Кефкой, атакует поселение эсперов и захватывает нескольких в плен. Стремясь к мировому господству, император изучает способности волшебных существ и создаёт на их основе механизмы «магитех», использующие в качестве оружия магию, а также людей способных колдовать, так называемых «рыцарей магитех», первым из которых становится сам Кефка. Однако, несмотря на успех эксперимента, имеющихся особей Гешталю недостаточно и он планирует совершить ещё одно нападение на эсперов, завладеть всей их силой, — в этом войскам империи противостоит оппозиционная организация «Возвращающие», выступающая за возвращение свободы захваченным землям.

### Персонажи
Игроку доступны для управления четырнадцать основных персонажей, наибольшее количество по сравнению с остальными частями Final Fantasy, причём никого нельзя назвать главным или центральным. Кроме них некоторое время находятся под контролем и некоторые второстепенные герои, но сравнительно недолго.

— главный антагонист игры, генерал имперской армии и первый «рыцарь магитех»

- Терра (Тина) Бранфорд (яп. ティナ・ブランフォード) — девушка, наполовину являющаяся человеком и наполовину — эспером. Бо́льшую часть жизни провела рабыней в руках Империи, всё время находясь под действием устройства, контролирующего разум. Обладает способностью «Морф»: на некоторое время Терра приобретает обличье эспера, и её магические атаки становятся более эффективными.
- Локк Коул (яп. ロック・コール) — вор и охотник за сокровищами, симпатизирующий силам оппозиции, обладает завышенным чувством справедливости. Помимо обычных команд может воровать оружие и полезные предметы у соперников во время сражения.
- Целес Шир (яп. セリス・シェール) — бывший генерал Империи, присоединившаяся к повстанцам и заключённая за это в тюрьму. Обладает способностью «руник», позволяющей поглощать всю используемую в сражении магию и эффект от неё.
- Эдгар Рони Фигаро (яп. エドガー・ロニ・フィガロ) — законченный донжуан и король государства Фигаро, решивший помочь «Возвращающим» в борьбе с Империей. Кроме обычного оружия может использовать «орудия»: дрель, бензопилу и др.; они обладают различными свойствами и наносят не меньший ущерб, чем другое оружие.
- Сабин Рене Фигаро (яп. マシアス・レネ・フィガロ) — младший брат-близнец Эдгара, покинувший королевский двор, чтобы найти свой собственный путь в жизни; мастер рукопашного боя. Помимо того, что в качестве оружия он использует только кастеты, Сабин также на протяжении игры учит различные приемы боя — «блицы». Для них не нужно никакое оружие, а по эффективности эти приемы часто сильнее обычного оружия.
- Циан Гарамонде (яп. カイエン・ガラモンド) — верный рыцарь королевства Дома, потерявший семью и друзей из-за Кефки, который однажды отравил систему водоснабжения замка. Кроме простых ударов мечом Циан также на протяжении всего игрового процесса изучает различные «меч-удары», для чего выделена отдельная строка в меню персонажа. С их помощью можно нанести противнику большой урон.
- Сетцер Габбиани (яп. セッツァー・ギャッビアーニ) — искатель приключений, картёжник и азартный игрок с собственным воздушным кораблём в распоряжении. Помимо того, что Сетцер в роли оружия использует метательные карты или дротики, также с помощью специального реликта он может наносить врагам урон, равный количеству золотых монет персонажей.
- Шэдоу (яп. シャドウ) — наёмник-ниндзя, попеременно выполняющий задания то Империи, то сопротивления; рядом с ним повсюду следует верный пёс Перехватчик. В конце примыкает к повстанцам навсегда. Ранее был вором, есть дочь. Умеет метать любое оружие во врага, а также сюрикэны.
- Релм Арроуни (яп. リルム・アローニィ) — маленькая девочка, склонная к изобразительным искусствам и магии. Обладает специальным умением «портрет»: может нарисовать любого противника и обращает его умения против него же.
- Страго Магус (яп. ストラゴス・マゴス) — престарелый дедушка Релм, использующий способности однажды встреченных монстров.
- Гау (яп. ガウ) — дикий беспризорный ребёнок, выросший рядом с животными на плоскогорье Вельд. Как и Страго, может использовать магию встреченных врагов, но кроме этого, любые их атаки и навыки.
- Мог (яп. モグ) — мугл, обитающий вместе со своими сородичами в пещерах города Нарше. На протяжении игрового процесса Мог учит специальные танцы, привязанные к различным местностям: леса, пещеры, города и др., чтобы потом использовать их в бою. Каждому танцу соответствуют различные атаки. Кроме того, Мог — единственный мугл в игре, умеющий разговаривать, а также только он имеет реликт, позволяющий полностью избегать случайных битв.
- Умаро (яп. ウーマロ) — огромный снежный человек, которого мугл Мог попросил присоединиться к героям в их борьбе с Империей. Может в буквальном смысле кидаться во врагов другими положительными персонажами, причем без последствий для последних.
- Гого (яп. ゴゴ) — загадочный мастер-мим, в точности копирующий любые движения окружающих.

Почти всех персонажей объединяет недовольство действиями Империи, неприязнь к безумцу Кефке и диктатору Гешталю. В ходе прохождения перед игроком часто предстаёт комичный злодей Ультрос, в сюжете задействованы многие второстепенные персонажи, некоторые из которых впоследствии появятся в таких играх как Secret of Evermore и Kingdom Hearts II.

### История
Final Fantasy VI начинается с нападения отряда имперской армии на шахтёрский городок Нарше — войска с подконтрольной Тэррой Брэнфорд в составе ищут обнаруженного в шахтах эспера. Однако эспер, хоть и заморожен во льде, оказывается слишком сильным и убивает сопровождающих Терры — девушка избавляется от контролирующего разум устройства, но, тем не менее, не может вспомнить своего прошлого. Локк Коул, местный воришка, обещает защищать пострадавшую до тех пор, пока к ней не вернётся память, и ведёт её в укрытие «Возвращающих», подпольных оппозиционеров Империи. По пути к ним присоединяется Эдгар, правитель королевства Фигаро, а также его сбежавший брат Сабин. По прибытии героев встречает Бэнон, лидер повстанцев, он просит Терру помочь в их сопротивлении, и та соглашается. «Возвращающие» собираются отправиться обратно в Нарше и расследовать инцидент с замороженным в шахтах эспером, но Империя неожиданно атакует земли южного Фигаро, Локк шпионом проникает во вражеский лагерь, а весь остальной отряд вынужден эвакуироваться, сплавляясь вниз по реке. Во время путешествия персонажей атакует осьминог Ультрос, в результате чего команда разделяется на несколько групп — её воссоединению посвящены три отдельных сценария. В соответствии с первым сценарием, оставшийся в оккупации Локк незамеченным должен выбраться из города, второй сценарий описывает странствия Сабина, в то время как третий повествует о сплаве Тэрры, Эдгара и Бэнона дальше вниз по реке.
В итоге изначальная команда собирается в Нарше, причём Локк приводит с собой Целес Шир, бывшую военачальницу имперской армии, приговорённую к смертной казни за предательство. Ещё двоих персонажей приводит Сабин: первый из них, Циан Гарамонде, потерял семью, когда Империя атаковала его родное королевство, второй, мальчик по имени Гау, воспитан дикой природой и с трудом понимает человеческую речь. В Нарше герои планируют защищать эспера от нападок Империи, они успешно отбивают атаку, но Терра вступает с замороженным чудовищем во взаимодействие и сама превращается в эспера. Поражённая и напуганная своей внезапной трансформацией, она улетает прочь. «Возвращающие» отправляются на поиски Терры и находят её в городе Зозо, кроме того, здесь они встречают эспера по имени Раму, который просит их освободить других эсперов, заточённых в имперском исследовательском центре на континенте Вектор. Вектор — это закрытая южная территория, с которой нет морского сообщения, поэтому герои посещают оперный дом и нанимают авантюриста Сетцера Габбиани, владеющего собственным (и единственным в мире) воздушным кораблём. По воздуху персонажи добираются до исследовательского центра и спасают нескольких эсперов, в том числе и Мадуина, представившегося отцом Терры. Эсперы жертвуют своими жизнями, превращаясь в волшебные камни «магициты», с помощью которых «Возвращающие» могут пользоваться их силой. Героев пытается остановить Кефка, но те сбегают в Зозо, где Терра взаимодействует с магицитом своего отца и понимает, что является дочерью эспера и человеческой женщины.
Повстанцы понимают, что пришло время нанести удар по Империи. Терра пытается наладить контакт с другими эсперами и заручиться их поддержкой — узнав о своих замученных собратьях, волшебные создания приходят в ярость и уничтожают бо́льшую часть континента Вектор. Не ожидавший такого мощного нападения император Гешталь призывает к мирному соглашению, приглашает оппозиционеров во дворец на переговоры и просит Терру успокоить разбушевавшихся эсперов; та соглашается. В сопровождении Локк, Шэдоу (нанятого империей ниндзя), генералов Целес и Лео девушка следует в деревню Тамаса, где к отряду присоединяются старик Страго Магус и его внучка Релм Арроуни. Вскоре герои находят эсперов, и Терра предлагает им пойти на перемирие с Империей, однако переговоры прерывает Кефка, вместе со своей армией он убивает всех встречных эсперов и забирает оставшиеся от них магициты. «Возвращающие» понимают, что мирные намерения императора были лишь уловкой с целью завладеть могущественными камнями. С помощью полученных магицитов Кефка и Гешталь открывают портал в мир эсперов, чтобы получить силу легендарной Непримиримой троицы, персонажи пытаются им помешать, но неудачно. Обезумевший Кефка убивает Гешталя и двигает окаменелые статуи Троицы, тем самым нарушая мировой баланс магической силы и провоцируя чудовищные разрушения на поверхности планеты. Перед надвигающейся катастрофой героям удаётся спастись на воздушном корабле Сетцера.
Спустя один год Целес приходит в сознание на уединённом острове и понимает, что почти весь мир был уничтожен Кефкой, большинство людей погибло, а оставшиеся влачат жалкий образ жизни. Девушка отправляется на поиски остальных членов команды, путешествуя в разные части света и выполняя опасные задания, она находит всех членов отряда, а также рекрутирует двух новых — Умаро и Гого. Воссоединившись, герои предпринимают попытку ещё одного нападения на логово Империи, с помощью нового воздушного корабля они попадают в башню Кефки и разрушают три статуи, которые по преданию являются источником всей магии мира. Разрушение статуй, тем не менее, не даёт никакого эффекта, становится ясно, что Кефка уже извлёк из них всю силу и сам стал таким источником. В последнем сражении герои убивают окончательно обезумевшего злодея, магия исчезает, и башня начинает рушиться. Терра же, будучи наполовину эспером и наполовину человеком, сохраняет силу и спасает своих друзей — в последних сценах игры герои наблюдают возрождение измученного мира.

## Разработка

### Графика
Ёситака Амано, главный художник предыдущих Final Fantasy, снова выступил в роли иллюстратора и дизайнера персонажей. Амано выполнил для программистов черновые концептуальные наброски, а те, учитывая технические ограничения консоли, перевели их в спрайты. Некоторые первоначальные рисунки в ходе коллективного обсуждения были изменены, например, русые волосы Тэрры Брэнфорд стали зелёными, почти полностью изменился внешний вид Целес Шир. Художник, кроме того, разработал логотип игры, на котором изобразил главную героиню, сидящую внутри механического устройства «магитех». За графическую составляющую отвечали также Тэцуя Такахаси (шеф-редактор), Хидэо Минаба (прорисовка фоновых изображений), Кадзуко Сибуя (прорисовка объектов) и Тэцуя Номура (дизайн некоторых персонажей). Видеоролики с использованием технологии FMV, включённые в переиздание игры для PlayStation, были выполнены в соответствии с изначальными иллюстрациями Амано.
Спрайты персонажей, отображаемые в режиме битвы, состоят из большего числа пикселов, чем на карте мира или внутри локаций, — это обстоятельство позволило чётче передать жестикуляцию и мимику героев. Final Fantasy VI, как и две предыдущие игры, создана с использованием видеорежима под номером «семь», когда обычное фоновое изображение выводится на экран в виде трёхмерной перспективы, в частности, с помощью него выстроена мировая карта.

### Локализация

Графика северо-американской версии была изменена таким образом, чтобы скрыть излишне обнажённые части тел девушек, встречающихся в игре. Слева направо изображён один и тот же спрайт в оригинальных японских версиях, в английской версии для SNES и в английской версии для GBA

В ходе адаптации игры для потребителей Северной Америки оригинальная японская версия подверглась некоторым существенным изменениям. Наиболее заметное из них — название Final Fantasy III вместо Final Fantasy VI — обусловлено тем фактом, что до сего момента на западе были изданы только две части, а не пять. В отличие от Final Fantasy IV, известной там как Final Fantasy II, локализация шестой «Фантазии» практически не затронула геймплей, на этот раз разработчики отредактировали пикантные графические файлы и особенно резкие фразы сценария. В январе 1995 года переводчик Тед Вулси, занимавшийся локализацией, в интервью для журнала Super Play отметил, что в японских играх часто присутствуют грубый юмор и сексуальность, которые неприемлемы в реалиях США, в особенности из-за жёсткой политики издателя Nintendo of America. Таким образом, цензуре подверглись изображения нагих девушек, были изменены вывески зданий, удалены намёки на религиозные темы (например, магию «Святость» переименовали в «Жемчужину»).

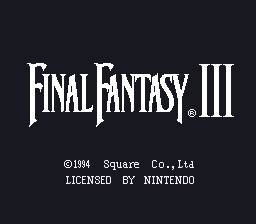
Заставка оригинального североамериканского релиза, вышедшего под названием Final Fantasy III

Кроме того, многие выражения, связанные с насилием, смертью, гневом или оскорблениями, были заменены несколько смягчёнными вариантами. К примеру, в японской версии, когда герои совершают побег из замка Фигаро, Кефка приказывает преследовать беглецов фразой «Вперёд! Убить их!», что переведено как «Вперёд! Взять их!». Когда Эдгар отказывается выдать злодею Терру, Кефка отвечает фразой «тогда сгорите заживо», что в английской версии приобрело вид «тогда добро пожаловать на барбекю». В эпизоде, когда Эдгар вместе со своими гостями бежит от имперских солдат, Кефка вдогонку называет его «сукиным сыном», Тэд Вулси же странным образом подменил ругательство на «сына подводника» (англ. Son of a submariner!). Во время локализации были изменены также имена нескольких персонажей, например, главную героиню в оригинале звали Тиной, а не Террой. Значительную часть текста пришлось сократить из-за недостаточной вместимости ПЗУ имевшихся картриджей, из диалогов пропали отдельные слова и целые предложения. По словам Вулси, он выполнил полный перевод сценария без чьей-либо помощи за 30 календарных дней.
При переиздании игры для PlayStation английская версия подверглась лишь незначительным изменениям. Название вернулось к варианту Final Fantasy VI, так как выпущенная ранее Final Fantasy VII своим появлением приравняла американскую нумерацию к японской. Разработчики исправили некоторые ошибки перевода, имена героев и названия предметов инвентаря, например, предмет «Fenix Down» заменили на «Phoenix Down». В отличие от портированной версии Final Fantasy IV, включённой в сборник Final Fantasy Chronicles, сценарий переиздания шестой части остался практически неизменным. Переводом версии игры для Game Boy Advance занимался некто Том Слэттери, взяв за основу наименования и терминологию Вулси, он привёл названия предметов и заклинаний в соответствие с остальными частями серии. Некоторые шутливые фразы, свойственные японской культуре, оказалось невозможно передать на английском, поэтому многие из них были либо убраны, либо заменены на близкие по смыслу.

## Музыкальное сопровождение
Саундтрек Final Fantasy VI, как и во всех предыдущих случаях, создавался композитором Нобуо Уэмацу, он написал мелодии для каждого игрового персонажа, для каждой локации, музыку для обычных битв и для сражений с боссами, а также для конкретных сцен сюжета. Отличительной чертой саундтрека явилось широкое использование лейтмотивов, характерное для всех работ композитора. Наиболее интересная звуковая дорожка — «Aria di Mezzo Carattere» — в определённой степени уникальна, так как стилизована под настоящее оперное исполнение, посредством наложения на мелодию синтезированного трудноразличимого «голоса». Технические ограничения, связанные с использованием микросхемы SPC700, которая отвечает за все звуковые эффекты SNES, не позволили добавить в игру полноценную вокальную музыку (хотя, несколько лет спустя некоторым разработчикам всё-таки удалось найти способ уйти от этих ограничений). На оркестровом альбоме Final Fantasy VI Grand Finale ария присутствует в исполнении болгарской певицы Светлы Крастевой с различимым текстом на итальянском языке; впоследствии эта версия была добавлена в переиздание для PlayStation, где играет во время соответствующего видеоролика в несколько изменённой аранжировке. Концертный альбом Orchestral Game Concert 4 включил расширенную версию представленной в игре оперы, выполненную дирижёром Косуки Онодзаки при участии Токийского симфонического оркестра. Песня также исполнялась на концертах серии «More Friends», проходивших в 2005 году в Амфитеатре Гибсон и выпущенных на отдельном диске, при этом язык текста был переведён с итальянского на английский. Композиция под названием «Dancing Mad» играет во время финального сражения с Кефкой, выделяясь использованием органной каденции и продолжительностью в 17 минут. Финальные титры сопровождает попурри длительностью более 21 минуты, составленное из тем всех игровых персонажей.
Оригинальный саундтрек был издан в Японии на трёх компакт-дисках под названием Final Fantasy VI: Original Sound Version. Позже состоялся релиз для Северной Америки — Final Fantasy III: Kefka’s Domain, который отличался лишь оформлением обложки и изменёнными названиями некоторых композиций. Одиннадцать дорожек в оркестровой обработке, выполненной известным японским дирижёром Сиро Сагису при участии Миланского симфонического оркестра, были включены в альбом Final Fantasy VI: Grand Finale. Традиционный для «Последних фантазий» акустический альбом из серии Piano Collections, составлен из тринадцати мелодий игры, исполненных Рейко Номурой на фортепиано. Тема финальной битвы, «Dancing Mad», 2 июля 2007 года прозвучала на одном из концертов Play! A Video Game Symphony в Стокгольме, когда свою кавер-версию композиции представила шведская группа Machinae Supremacy. Музыку из игры не оставила без внимания и созданная Нобуо Уэмацу рок-группа The Black Mages, на первом их альбоме присутствуют прогрессив-метал-версии «The Decisive Battle» и «Dancing Mad». Альбом 2008 года назван «Darkness and Starlight» в соответствии с одноимённой композицией, своеобразной рок-оперой, составленной из нескольких дорожек Final Fantasy VI, аранжированных в традициях симфонического метала.

## Переиздания
В 1999 году силами компании TOSE Final Fantasy VI была портирована под консоль Sony PlayStation и переиздана Square в Японии и Северной Америке. Японская версия выходила как отдельной игрой, так и в составе сборника Final Fantasy Collection, американская была доступна только как часть компиляции Final Fantasy Anthology, в Европе игра продавалась исключительно на отдельном диске. Тиражом в пять тысяч экземпляров в Японии также выпускалось ограниченное издание, комплект которого кроме самой игры включал коллекционный дизайнерский будильник. Final Fantasy VI для PlayStation мало чем отличается от оригинала. Были добавлены два больших видеоролика с использованием технологии FMV и дополнительные эффекты при старте битвы, остальные же компоненты остались неизменными, хотя некоторые критики сходятся во мнении, что качество звука немного ухудшилось. Так как информация с компакт-диска считывается медленнее, чем с картриджа, увеличилось время загрузки при переходе из режима путешествия в режим битвы (в SNES-версии этот переход практически незаметен), кроме того, в игру из оригинала перекочевали некоторые баги, появилась функция сохранения прогресса в оперативной памяти приставки, в качестве дополнительного содержания разработчики добавили возможность просматривать бестиарий и галерею концептуальных рисунков.
Спустя семь лет та же самая компания адаптировала игру для портативного устройства Game Boy Advance, версия под названием Final Fantasy VI Advance в 2006 году появилась на прилавках Японии, а в 2007-м — Северной Америки и Европы. Геймплей и графика остались прежними, все коренные изменения связаны в основном с исправлением ошибок в тексте сценария, возникших при первом переводе японской версии (к этому времени названия многих предметов и заклинаний устоялись в других играх серии, официально выпущенных на английском языке), подверглись удалению FMV-видеоролики. Среди прочих изменений, четыре новых призываемых существа: Левиафан, Гильгамеш, Кактуар и Диаболос. Стали доступны три новые локации, в одной из них игрока ожидает битва с очень сильным драконом, в то время как во второй есть возможность бесконечно сражаться со всеми монстрами игры. Добавились три заклинания и музыкальная шкатулка, позволяющая прослушивать любые мелодии из саундтрека, были убраны некоторые баги оригинала. Для снижения возрастного рейтинга была вырезана сцена, где солдаты избивают Целес.
В 2014 году были выпущены версии игры для мобильных устройств: версия для Android вышла 15 января 2014 года, версия для iOS — 6 февраля 2014 года. 16 декабря 2015 года в Steam была выпущена версия для PC-совместимых компьютеров под управлением Windows; эта версия содержит переработанное для ПК управление, достижения и коллекционные карточки Steam. Двухмерная графика в этих версиях, аналогично выпущенным ранее версиям Final Fantasy V, была полностью перерисована под руководством художницы Кадзуко Сибуи, одной из дизайнеров оригинальной игры; недостаточно высокое качество обновленной графики стало мишенью для критики. Версия для Windows крайне примечательна тем, что содержит в себе весь оригинальный программный код оригинальной версии для SNES, используя его в качестве источника данных — расположения спрайтов персонажей, построения карт и тому подобного — и отображая извлеченную информацию на новом движке. Подобная структура игры делает её крайне привлекательной для создания модификаций, например, модификации, возвращающей в игру оригинальную двухмерную графику со SNES.

## Отзывы и критика
| Сводный рейтинг    | Сводный рейтинг | Сводный рейтинг | Сводный рейтинг |
| Издание            | Оценка          | Оценка          | Оценка          |
| Издание            | GBA             | PS              | SNES            |
| ------------------ | --------------- | --------------- | --------------- |
| GameRankings       | 91,02 %         | 84,84 %         | 93,96 %         |
| Иноязычные издания |                 |                 |                 |
| Издание            | Оценка          | Оценка          | Оценка          |
| Издание            | GBA             | PS              | SNES            |
| AllGame            | N/A             | N/A             | [ 60 ]          |
| Edge               | N/A             | N/A             | 8/10            |
| EGM                | N/A             | N/A             | 9/10            |
| Famitsu            | 31/40           | N/A             | 37/40           |
| GameSpot           | 8,9/10          | N/A             | N/A             |
| IGN                | 9/10            | N/A             | N/A             |

Final Fantasy VI удостоена одобрительных отзывов и коммерчески успешна. По состоянию на 31 марта 2003 года во всём мире было продано 3,48 млн копий игры, в том числе 2,62 млн в Японии и 0,86 млн за рубежом. Сборник Final Fantasy Collection к концу 1999 года был реализован в количестве 400 тыс. копий и в японском чарте среди прочих релизов занял 31-е место. Шестеро обозревателей Famitsu дали переизданию 54 балла из 60. Сборников Final Fantasy Anthology, выходивших в Северной Америке, было продано приблизительно 364 тыс. штук. Летом 2018 года, благодаря уязвимости в защите Steam Web API, стало известно, что точное количество пользователей сервиса Steam, которые играли в игру хотя бы один раз, составляет 103 271 человек.
Оригинальное издание игры критики осыпали похвалой. Американский журнал GamePro присвоил Final Fantasy VI наивысший рейтинг, отметив, что «персонажи, сюжет, множественные ответвления сценария, все эти компоненты собраны в умопомрачительную игру». Журнал Electronic Gaming Monthly дал шестой части 9 баллов из 10 и назвал её лучшей игрой месяца, прокомментировав свой выбор следующими словами: «настолько реалистичные и глубокие ролевые игры появляются только после дождичка в четверг». Кроме того, в 1994 году издание присудило релизу ещё несколько своих наград в категориях «Лучшая музыка в игре на картридже», «Лучшая ролевая игра» и «Лучшая японская ролевая игра». В 1997 году в своём списке ста лучших консольных игр всех времён они поставили шестую «Фантазию» на девятое место. Ежемесячник Nintendo Power назвал Final Fantasy VI «хитом десятилетия», похвалив развитые, по сравнению с предшественницами, звук и графику, а также широкий охват сюжета. Представленный ими обзор содержит более чем положительную оценку: «С такой историей и со столькими возможностями для игры… фанаты выпадут из реальности на целые месяцы». В 1997 году авторы журнала поставили Final Fantasy VI на восьмую позицию в рейтинге лучших игр от Нинтендо: «Здесь есть всё, о чём только можно мечтать, — герои, конец света, магия, безумный злодей, а также изумительный пёс по кличке Перехватчик!». В апреле 2008 года сайт ScrewAttack назвал игру третьей лучшей для приставки SNES, впереди оказались только The Legend of Zelda: A Link to the Past и Super Metroid. По прошествии многих лет критики Nintendo Power причислили окончание Final Fantasy VI к лучшим концовкам среди всех продуктов индустрии компьютерных игр, выразили мнение, что сплочённость, с которой действуют персонажи, делает их самыми запоминающимися героями из всех частей серии. Также в качестве положительного примера они привели сцену в опере, назвав её демонстрацией того, насколько трогательными, эмоциональными могут быть ролевые игры. В 2012 году авторским составом сайта IGN шестая «Последняя фантазия» признана величайшей ролевой игрой всех времён.